# Koszmosz–785
A Koszmosz–785 a szovjet USZ–A aktív radarfelderítő műhold szolgálati repülése volt.

## Küldetés
A szovjet Legenda (oroszul: Легенда) tengeri felderítő rendszerhez készült USZ–A típusú, aktív radarberendezéssel felszerelt felderítő műhold. A repülés a radarfelderítő műhold első kísérleti indítása volt, melynek során tesztelték a berendezést. A műholdba a BESZ–5 Buk nukleáris termoelektromos generátor teljes méretű makettjét építették. A Koszmosz–724 programját folytatta.

## Jellemzői
1975. december 12-én a Bajkonuri űrrepülőtér indítóállomásról egy Ciklon-2A hordozórakétával juttatták Föld körüli, közeli körpályára. Az orbitális egység pályája 89,61 perces, 64,96 fokos hajlásszögű, elliptikus pálya-perigeuma 251 kilométer, apogeuma 261 kilométer volt. Hasznos tömege 3800 kilogramm. Felépítése hengeres, átmérője 1.3 méter, magassága 10 méter. A sorozat felépítését, szerkezetét, alapvető fedélzeti rendszereit tekintve egységesített, szabványosított űreszköz.
1975. december 13-án az orbitális egység pályáját 104,19 perces, 65,08 fokos hajlásszögű, elliptikus pálya-perigeumát 906 kilométerre, apogeumát 1007 kilométerre emelték. 2010-ben az űregység orbitális pályáját még korrigálták (14 alkalommal), biztosítva a közel körpályás haladási magasságot.
Szolgálati idejének vége ismeretlen.